# Szixtusz
A Szixtusz a görög Xüsztosz név latin Sixtus formájából ered, a jelentése csiszolt, sima. Női párja: Szixtin.  Nincs köze a latin Sextus névhez.

## Rokon nevek
- Sükösd:[1] a Szixtusz név régi magyar alakváltozata.[3]

## Gyakorisága
Az 1990-es években a Szixtusz és a Sükösd szórványos név, a 2000-es években nem szerepelnek a 100 leggyakoribb férfinév között.

## Névnapok
- március 28.[2]
- április 3.[2]
- április 6.[2]
- augusztus 6.[2]
- augusztus 7.[2]

Sükösd:
- április 3.[3]